# 요한네스 콧카스
요한네스 콧카스(에스토니아어: Johannes Kotkas, 러시아어: Йоха́ннес Йоха́ннесович Ко́ткас 요한네스 요한네소비치 콧카스[*], 1915년 2월 3일~1998년 5월 8일)은 소련과 에스토니아의 레슬링 선수, 지도자이다. 1952년 하계 올림픽 그레코로만형 페더급 금메달을 획득했다.